# Studio 57
Studio 57 è una serie televisiva statunitense in 138 episodi trasmessi per la prima volta nel corso di 4 stagioni dal 1954 al 1958.
La serie è conosciuta anche con il titolo Heinz Studio 57 (fu sponsorizzata dalla Heinz 57). È una serie di tipo antologico in cui ogni episodio rappresenta una storia a sé. Gli episodi sono storie di genere giallo, thriller o drammatico e vengono presentati da Joel Aldrich. Nella programmazione, intercorsa durante quattro stagioni, furono incluse alcune repliche della serie antologica Royal Playhouse.

## Interpreti
La serie vede la partecipazione di numerose star cinematografiche e televisive, molte delle quali interpretarono diversi ruoli in più di un episodio.
- Marguerite Chapman (5 episodi, 1954-1957)
- Robert Armstrong (5 episodi, 1954-1956)
- Jean Byron (5 episodi, 1954-1956)
- Paul Bryar (5 episodi, 1954-1957)
- Lawrence Dobkin (5 episodi, 1954-1956)
- Don Haggerty (5 episodi, 1954-1956)
- Tim Graham (5 episodi, 1955-1957)
- Robert Bray (4 episodi, 1955-1958)
- Carolyn Jones (4 episodi, 1954-1955)
- Brian Keith (4 episodi, 1954-1955)
- Pat O'Brien (4 episodi, 1956-1957)
- Craig Stevens (3 episodi, 1954-1958)
- Peter Lorre (3 episodi, 1955-1956)
- Nancy Gates (3 episodi, 1954-1955)
- Harlan Warde (3 episodi, 1954-1956)
- John Harmon (3 episodi, 1955-1958)
- Philip Ober (3 episodi, 1955-1958)
- Francis De Sales (3 episodi, 1955-1957)
- John Bryant (3 episodi, 1955-1956)
- Robert Horton (3 episodi, 1955-1956)
- John Ireland
- Beverly Washburn (3 episodi, 1955-1956)
- James Craig (2 episodi, 1954-1955)
- Mike Connors (2 episodi, 1958)
- John Howard (2 episodi, 1954-1955)
- Lex Barker (2 episodi, 1956)
- Leon Askin (2 episodi, 1954-1956)
- James Millican (2 episodi, 1955)
- Wallace Ford (2 episodi, 1957-1958)
- Donald Murphy (2 episodi, 1954-1955)
- Harry Harvey (2 episodi, 1954-1956)
- Claire Carleton (2 episodi, 1956)
- Bethel Leslie (2 episodi, 1957-1958)
- Fay Roope (2 episodi, 1954-1955)
- Isabel Withers (2 episodi, 1955)
- Arthur Space (2 episodi, 1954-1956)
- Jim Hayward (2 episodi, 1954-1958)
- Vivi Janiss (2 episodi, 1954-1958)
- Norman Leavitt (2 episodi, 1954-1956)
- Harry Tyler (2 episodi, 1955-1958)
- Noel Toy (2 episodi, 1954-1956)
- Jan Arvan (2 episodi, 1954-1955)
- Joanne Davis (2 episodi, 1954-1955)
- DeForest Kelley (2 episodi, 1954-1955)
- Hugh O'Brian (2 episodi, 1954-1955)
- Marcia Patrick (2 episodi, 1954-1955)
- John Lupton (2 episodi, 1954)
- Sammy Ogg (2 episodi, 1955-1958)
- Scott Brady (2 episodi, 1955-1957)
- Dane Clark
- Jean Howell
- Claude Akins (2 episodi, 1955-1956)
- John Baragrey (2 episodi, 1955-1956)
- Lynn Bari (2 episodi, 1955-1956)
- Stephen Bekassy (2 episodi, 1955-1956)
- Whit Bissell (2 episodi, 1955-1956)
- Rod Cameron (2 episodi, 1955-1956)
- Rita Lynn (2 episodi, 1955-1956)
- Jay Novello (2 episodi, 1955-1956)
- Walter Reed (2 episodi, 1955-1956)
- Gene Reynolds (2 episodi, 1955-1956)
- Fay Wray (2 episodi, 1955-1956)
- Keenan Wynn (2 episodi, 1955-1956)
- George Brent (2 episodi, 1955)
- Sally Brophy (2 episodi, 1955)
- Robert Cornthwaite (2 episodi, 1955)
- Jane Darwell (2 episodi, 1955)
- Dorothy Green (2 episodi, 1955)
- Irene Hervey (2 episodi, 1955)
- Don Shelton (2 episodi, 1955)
- Rod Taylor (2 episodi, 1955)
- Lloyd Bridges
- Joan Camden (2 episodi, 1956-1957)
- Mona Freeman (2 episodi, 1956-1957)
- William Hopper (2 episodi, 1956-1957)
- Peter Lawford (2 episodi, 1956-1957)
- Joseph Mell (2 episodi, 1956-1957)
- Aaron Spelling (2 episodi, 1956-1957)
- Douglas Spencer (2 episodi, 1956-1957)
- Corey Allen (2 episodi, 1956)
- Rachel Ames (2 episodi, 1956)
- Virginia Bruce (2 episodi, 1956)
- Douglas Dick (2 episodi, 1956)
- Tom Drake (2 episodi, 1956)
- Paul Dubov (2 episodi, 1956)
- Jonathan Hole
- George Keymas
- Jack Lambert (2 episodi, 1956)
- Angela Lansbury (2 episodi, 1956)
- James Nolan (2 episodi, 1956)

## Produzione
La serie fu prodotta, tra gli altri, da Richard Lewis, William Asher e Henry Berman per la DuMont Television Network e la Revue Productions e girata ne Republic Studios a Los Angeles in California.

### Registi
Tra i registi sono accreditati:
- Herschel Daugherty in 11 episodi (1954-1957)
- Richard Irving in 9 episodi (1954-1956)
- John English in 6 episodi (1954-1955)
- John Brahm in 3 episodi (1957-1958)
- James Sheldon in 2 episodi (1955)
- Don Weis in 2 episodi (1956-1958)
- Jus Addiss in 2 episodi (1957)

### Sceneggiatori
Tra gli sceneggiatori sono accreditati:
- Lawrence Kimble in 9 episodi (1954-1956)
- Fenton Earnshaw in 7 episodi (1954-1956)
- James Gunn in 5 episodi (1954-1955)
- Oscar Millard in 3 episodi (1956-1958)
- Nancy Moore in 2 episodi (1955-1956)
- Martin Berkeley in 2 episodi (1956-1957)
- David P. Harmon in 2 episodi (1956-1957)
- William Fay in 2 episodi (1957)

## Distribuzione
La serie fu trasmessa negli Stati Uniti per la prima stagione, dal 21 settembre 1954, sulla rete televisiva DuMont Network. Le altre tre stagioni furono trasmesse poi in syndication.

## Episodi
| Stagione         | Episodi | Prima TV USA | Prima TV Italia |
| ---------------- | ------- | ------------ | --------------- |
| Prima stagione   | 39      | 1954-1955    |                 |
| Seconda stagione | 40      | 1955-1956    |                 |
| Terza stagione   | 34      | 1956-1957    |                 |
| Quarta stagione  | 25      | 1957-1958    |                 |